# Никсен
Никсен (нидерл. Niksen) — голландское слово, означающее «ничего не делать», и с 2019 года оно все чаще используется как модное слово для пропаганды расслабленного образа жизни.
Аналогично итальянскому «dolce far niente», «kalsarikännit» (Финляндия), лагом (Швеция) и хюгге (Дания).
Первые сообщения об этом слове как о так называемой «голландской идиосинкразии» появились в журналах Vogue и Time в июле 2019 года, а затем и в других международных СМИ. Это явление рассматривалось как метод борьбы с проблемами здоровья, вызываемыми работой, такими как стресс и выгорание.